# Slagelse Hockeyklub
Der Slagelse HK ist ein 1922 gegründeter dänischer Hockey-Verein aus der gleichnamigen Stadt auf der Insel Seeland rund 80 km südwestlich von Kopenhagen. Der in weißen Trikots und blauen Hosen spielende Verein ist bei den Herren derzeit der dominierende Hockeyclub in Dänemark mit nationalen Meisterschaften von 2014 bis 2019.

## Geschichte
| Europapokalbilanz Herren Feld |                          |        |       |            |
| Jahr                          | Wettbewerb               | Niveau | Platz | Ort        |
| 1982                          | Club Champions Trophy    | 2      | 8     | Cardiff    |
| 1999                          | Club Champions Challenge | 3      | 4     | Wien       |
| 2000                          | Club Champions Challenge | 3      | 3     | Cardiff    |
| 2001                          | Club Champions Challenge | 3      | 3     | Wien       |
| 2002                          | Cup Winners Challenge    | 3      | 3     | Cardiff    |
| 2003                          | Cup Winners Trophy       | 2      | 7     | Prag       |
| 2007                          | Cup Winners Challenge    | 3      | 3     | Corradino  |
| 2008                          | Club Challenge II        | 4      | 1     | Zagreb     |
| 2009                          | Club Challenge           | 3      | 7     | Prag       |
| 2011                          | Club Challenge II        | 4      | 5     | Gibraltar  |
| 2012                          | Club Challenge II        | 4      | 7     | Athen      |
| 2013                          | Club Challenge III       | 5      | 3     | Bratislava |
| 2014                          | Club Challenge III       | 5      | 1     | Bratislava |
| 2015                          | Club Challenge II        | 4      | 5     | Lousada    |
| 2016                          | Club Challenge II        | 4      | 1     | Bratislava |
| 2017                          | Club Challenge           | 3      | 5     | Vinnitsa   |
| 2018                          | Club Challenge           | 3      | 3     | Genf       |

Slagelse Hockeyklub wurde am 19. Mai 1922 auf Initiative einiger Lehrer der örtlichen Westschule gegründet. Emilie Christensen wurde zum ersten Präsidenten des Vereins gewählt. Schwierig erwies sich die Suche nach einem für Hockey geeigneten Spielfeld zu jener Zeit. Anfangs wurde auf dem Schulfeld an der Westschule, dann einige Jahre auf dem kleinen Exerzierplatz in Rosenkildevej gespielt. Zurück zur Schule, bis der Verein 1931 in das Stadion von Volden zog.

## Herren
Das Herrenteam ist seit dem Gewinn der dänischen Feldhockeymeisterschaft 2016 Rekordmeister und löste damit den 29-fachen Meister Lyngby Orient ab.
Erfolge
Feldhockey:
- EuroHockey Club Challenge III: 2013, 2014
- EuroHockey Club Challenge II: 2008, 2011, 2012, 2015, 2016
- EuroHockey Club Challenge: 2009, 2017, 2018, 2019
- Dänischer Meister: 1962, 1965, 1970, 1972, 1974, 1977, 1979, 1980, 1981, 1982, 1983, 1984, 1986, 1987, 1988, 1991, 1929, 1993, 1994, 1995, 1996, 1997, 1998, 1999, 2000, 2003, 2011, 2014, 2015, 2016, 2017, 2018, 2019
- Dänischer Pokalsieger: 2004, 2007, 2008, 2010, 2011, 2012, 2013, 2014, 2015, 2016, 2017, 2019

Hallenhockey:
- EuroHockey Club Champions Trophy: 1994, 2017, 2018
- EuroHockey Club Champions Challenge: 2016
- Dänischer Meister: 1980, 1981, 1982, 1983, 1984, 1985, 1986, 1990, 1991, 1992, 1993, 1994, 1995, 1996, 1998, 1999, 2000, 2011, 2015, 2016, 2017, 2019

## Damen
Erfolge
Feldhockey:
- Dänischer Meister: 1957, 1962, 1978, 1979, 1980, 1981, 1982, 1983, 1984, 1985, 1986, 1987, 1988, 1990, 1991, 1992, 1994, 1995, 1996, 1997, 1998, 1999, 2000, 2001, 2002, 2003, 2004, 2006, 2007, 2011, 2012, 2013, 2014, 2015, 2016
- Dänischer Pokalsieger: 1994

Hallenhockey:
- EuroHockey Club Challenge: 1998, 2009, 2015
- Dänischer Meister: 1980, 1981, 1982, 1984, 1985, 1986, 1987, 1988, 1989, 1990, 1991, 1992, 1993, 1994, 1996, 1997, 1998, 1999, 2000, 2001, 2002, 2005, 2006, 2007, 2008, 2009, 2010, 2011, 2012, 2013, 2014, 2015, 2016, 2017, 2018